# La Palma (Ayabaca)
La Palma es una localidad peruana ubicada en el distrito de Pacaipampa, perteneciente a la provincia de Ayabaca del departamento de Piura, al norte del Perú.

## Ubicación
La Palma se ubica al sureste de la provincia de Ayabaca, en el distrito de Pacaipampa, en el departamento de Piura.

## Demografía
En 2017 La Palma tenía una población de 43 habitantes.
| Gráfica de evolución demográfica de La Palma entre 1993 y 2017 |
|                                                                |
| Fuentes: Población 1993 y 2017                                 |